# プラインフェルト
プラインフェルト (ドイツ語: Pleinfeld) はドイツ連邦共和国バイエルン州ミッテルフランケン行政管区のヴァイセンブルク＝グンツェンハウゼン郡に属す市場町である。州認定のこの保養地は、グローサー・ブロムバッハ湖畔に位置しており、グンツェンハウゼンと並ぶフレンキシェ・ゼーラントの重要な観光拠点であり、ブロムバッハ湖周辺で最大の町でもある。プラインフェルトはアルトミュールタール自然公園の北の玄関口であるとされている。プラインフェルトはヴァイセンブルク＝グンツェンハウゼン郡で4番目に大きな町で、ニュルンベルク大都市圏南部の、ニュルンベルクとアウクスブルクとを結ぶ交通上有利な場所に位置している。

## 地理

### 位置
プラインフェルトは、ヴァイセンブルク＝グンツェンハウゼン郡の北部、西ミッテルフランケンのアルトミュールフランケンと呼ばれる地域に位置している。ニュルンベルクの南、インゴルシュタットの北西、アウクスブルクの北、アンスバッハの南東の位置で、北のロートと南のヴァイセンブルク・イン・バイエルンとのほぼ中間にあたる。

### 隣接する市町村
プラインフェルトは、北西はシュパルト、北はレッテンバッハ、東はハイデック（以上、ロート郡）、南東はエルテンシュタット、南はヘッティンゲンおよびエリンゲン、南西はタイレンホーフェン、西はプフォフェルトおよびアプスベルクと境を接している。

### 地形
プラインフェルトはその大部分がフレンキシャー・コイパー＝リアス＝ラントに位置するが、東部の一部はフレンキシェ・アルプの一部であるヴァイセンブルガー・アルプの範囲に含まれる。町域の西部はシュパルター丘陵地の前段部にあたる。町域は針葉樹に覆われた丘陵地以外は平らである。隣のロート郡ハイデックのシュロスベルク地区に位置するシュロスベルクの南麓がこの町の最東端である。町内を東経11度の経線が通っている。
プラインフェルトを南北にシュヴェービシェ・レツァート川が流れている。この川は勾配の少ない土地に長さ 1 km の谷を刻んで、町域を2つに分けている。町内でアールバッハ川、ブロムバッハ川、ローター・グラーベン川、イグルゼーバッハ川、バンツァーバッハ川がレツァート川に注いでいる。ハイリゲンヴァルト湖、フュルステン池、イグル湖、マントレス池などの池の連なりがいくつかある。グローサー・ブロムバッハ湖が北西部に広がり、町域の大きな部分を占めている。これ以外の町域の南および東半分は、森のない開けた土地である。丘陵地だけは大部分が森に覆われている。プラインフェルトの西には大きなマツやトウヒの林がある。
アルトミュールタール自然公園の北の境界が町内を通っている。隣のロート郡との境界はその北側である。マッケンミューレの近くに海抜 357 m のヴァイセンブルク＝グンツェンハウゼン郡の最低地点がある。町内の最高地点はドルスブルンの西の丘陵で、海抜 506 m である。

### 自治体の構成
この町は34のゲマインデタイル（小地区）から形成されている。
| - アルマンスドルフ - バンツァーミューレ - ビルクライン - ベシュラインスミューレ - ドルスブルン - エンゲルロイト - エルリングスドルフ - ギュンダースバッハ - ハインツェンミューレ | - ホーエンヴァイラー - ケムナーテン - ケッチェンミューレ - クラインヴァインガルテン - ラングヴァイトミューレ - マッケンミューレ - マントレスミューレ - マンホルツ - モイスラインスミューレ | - ミシェルバッハ - プラインフェルト - プレクセルミューレ - ラムスベルク・アム・ブロムバッハゼー - レーゲルスベルク - ライヒェルツミューレ - ロクスフェルト - ザントゼー | - ゼーマンスミューレ - ザンクト・ファイト - シュティルン - ウッツェンミューレ - ファイツエルルバッハ - ヴァルカースツェル - ヴァルティング - ヴルムミューレ |

ヴィルケンミューレは廃村となった。ゲマルクング（行政上の地区）は、プラインフェルト、ヴァルティング、マンホルツ、ザンクト・ファイト、ミシェルバッハ、アルマンスドルフ、シュティルン、ラムスベルク、ドルスブルンである。ヴルムミューレとケッチェンミューレは、首邑のプラインフェルトとともに町の人口の半分以上にあたる人口約4,500人の一体化した集落を形成している。

### 気候
市場町プラインフェルトは、中央ヨーロッパに位置するその立地から、湿度の高い冷温帯の移行部にあたり、極端な大陸性気候でも極端な海洋性気候でもない。年間平均気温は 9.3℃、年間降水量は 856 mm である。降水量が最も少ない月は2月で 52 mm、最も多い月は6月で 93 mm である。最も寒い月は1月で平均気温は -0.1℃、最も温かい月は7月で 18.9℃ である。プラインフェルトでは、その地形からシュヴェービシェ・レツァート川沿いやアールバッハ川沿いでは特に冬季に降水量が多い。
| プラインフェルトの気候              | プラインフェルトの気候 | プラインフェルトの気候 | プラインフェルトの気候 | プラインフェルトの気候 | プラインフェルトの気候 | プラインフェルトの気候 | プラインフェルトの気候 | プラインフェルトの気候 | プラインフェルトの気候 | プラインフェルトの気候 | プラインフェルトの気候 | プラインフェルトの気候 | プラインフェルトの気候 |
| 月                                  | 1月                    | 2月                    | 3月                    | 4月                    | 5月                    | 6月                    | 7月                    | 8月                    | 9月                    | 10月                   | 11月                   | 12月                   | 年                     |
| ----------------------------------- | ---------------------- | ---------------------- | ---------------------- | ---------------------- | ---------------------- | ---------------------- | ---------------------- | ---------------------- | ---------------------- | ---------------------- | ---------------------- | ---------------------- | ---------------------- |
| 平均最高気温 °C （°F）              | 2.7 (36.9)             | 4.3 (39.7)             | 8.9 (48)               | 14.1 (57.4)            | 18.1 (64.6)            | 21.5 (70.7)            | 23.3 (73.9)            | 23.0 (73.4)            | 18.6 (65.5)            | 13.6 (56.5)            | 7.5 (45.5)             | 3.6 (38.5)             | 13.27 (55.88)          |
| 日平均気温 °C （°F）                | −0.1 (31.8)            | 0.6 (33.1)             | 4.5 (40.1)             | 9.3 (48.7)             | 13.6 (56.5)            | 17.2 (63)              | 18.9 (66)              | 18.6 (65.5)            | 14.3 (57.7)            | 9.7 (49.5)             | 4.5 (40.1)             | 1.1 (34)               | 9.35 (48.83)           |
| 平均最低気温 °C （°F）              | −2.8 (27)              | −2.8 (27)              | 0.3 (32.5)             | 4.3 (39.7)             | 8.8 (47.8)             | 12.3 (54.1)            | 14.2 (57.6)            | 14.0 (57.2)            | 10.2 (50.4)            | 6.2 (43.2)             | 2.0 (35.6)             | −1.2 (29.8)            | 5.46 (41.83)           |
| 降水量 mm （inch）                  | 64 (2.52)              | 52 (2.05)              | 65 (2.56)              | 58 (2.28)              | 87 (3.43)              | 87 (3.43)              | 93 (3.66)              | 83 (3.27)              | 67 (2.64)              | 64 (2.52)              | 67 (2.64)              | 69 (2.72)              | 856 (33.72)            |
| 出典：Klima Pleinfeld (Deutschland) |                        |                        |                        |                        |                        |                        |                        |                        |                        |                        |                        |                        |                        |

### 動植物

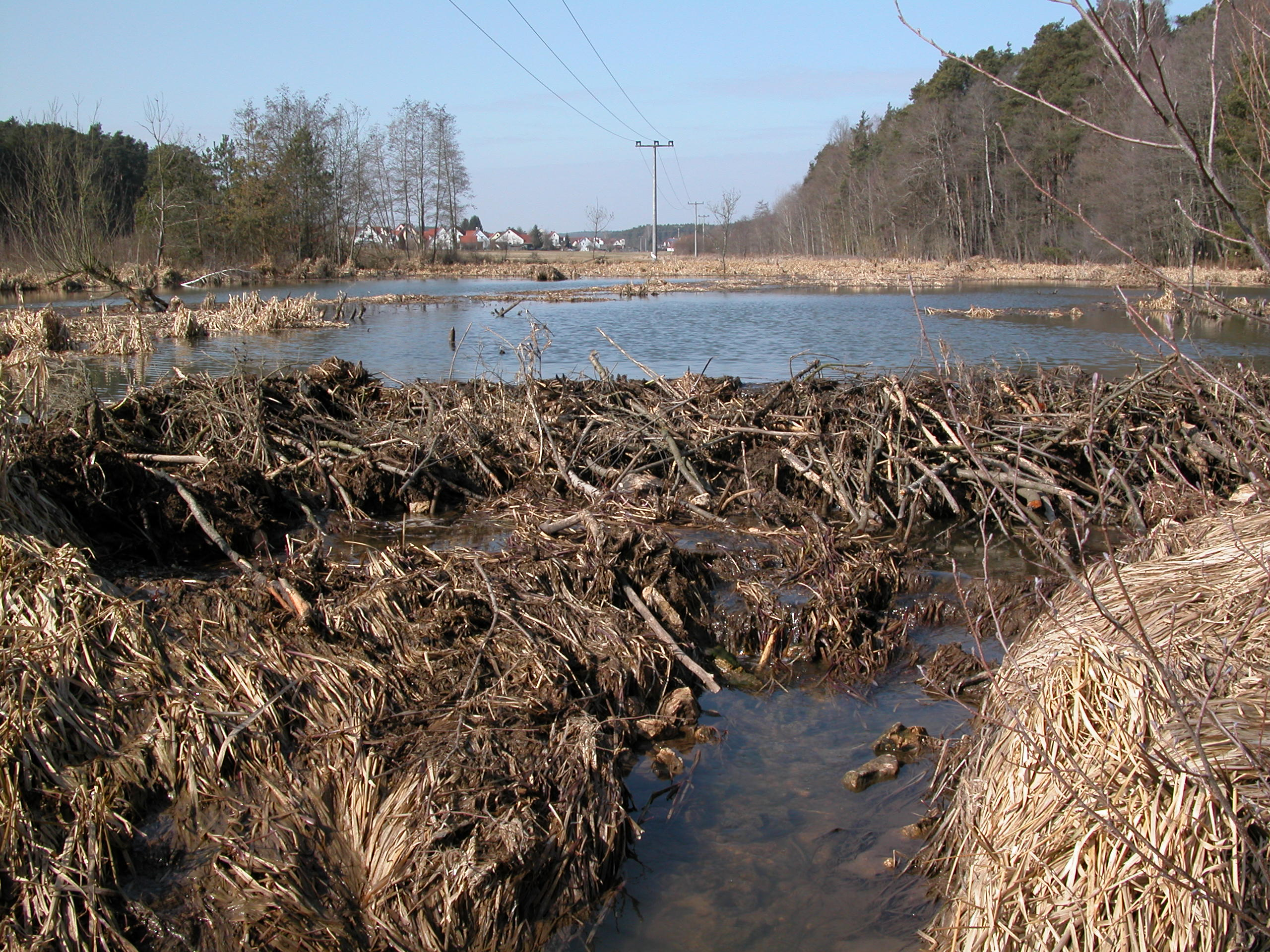
ファイツエルルバッハ近郊のヴァンツァーバッハのボバーダム

ヒトが影響を及ばさないという条件下であれば、本郡は立地に応じた様々なタイプの森林で覆われていたであろう（潜在自然植生）。最も広く存在したであろう森は、ブナの森、ブナを主体とする混交林、オークとクマシデの森、そして北部では酸性土壌のオークの混交林であったと考えられる。現在のプラインフェルトの植生は、南ドイツ地域に典型的に見られる広葉樹林と針葉樹林で形成されている。町の南部や東部の広い範囲が草地、農耕地、木立が数本あるだけの開けた土地である。
森の中では、ドイツの他の地区と同様に、大型の動物は比較的少ない。いくつかのイタチの仲間、ダマジカ、アカシカ、ノロジカ、イノシシ、キツネが棲息している、川沿いにはビーバーが徐々に広がっており、農業被害が拡大している。ヴァイセンブルク＝グンツェンハウゼン郡はこれに対処するためにボランティアの「ビーバーコンサルタント」を設けている。郡内の水域にはたとえば、ウナギ、ノーザンパイク、パイクパーチ、マス、ニジマス、ヨーロッパオオナマズといった中央ヨーロッパで見られる魚類や、コイ、テンチ、ローチ、ラッド、ブリームといった草食魚が数多く繁殖している。これらの魚類はアルトミュール川を経由してフレンキシェ・ゼーラントの堰止め湖に入り込んでいる。
プラインフェルトには南ドイツとしてはユニークな砂地の生物棲息地があり、「ザントアクセ・フランケン」として保護されている。

### 自然保護区
町内には自然保護の対象となっている地区が数多くある。4つの動植物指令、2つの景観保護区、2つの水域保護区、1つの鳥類保護区である。ジューデン・プラインフェルツは、1969年に創設されたアルトミュールタール自然公園の一部である。いわゆる「ザントアクセ・フランケン」は、レドニッツ川、ペグニッツ川、レグニッツ川沿いの砂地の希少生物を保護するための様々な環境連合のプロジェクトの名称であった。

### 町域の広がりと土地利用
この市場町の南北の最大幅は 9.98 km、東西の最大幅は 15.85 km である。
| 用途     | 面積 (ha) | 占有率 (%) |
| -------- | --------- | ---------- |
| 住宅地   | 162       | 2.3        |
| 産業用地 | 61        | 0.9        |
| 交通用地 | 399       | 5.6        |
| 農業用地 | 2,526     | 35.4       |
| 森林     | 2,888     | 40.5       |
| 水域     | 569       | 8.0        |
| 計       | 7,137     | 100.0      |

バイエルン州統計局のデータによる

## 歴史

### 中世
プラインフェルトは、オーバーゲルマニシュ＝レティシャー・リーメスの北に位置しており、したがってローマ帝国の版図の外であった。シュヴェービシェ・レツァート川は、中世初期にはズアラフェルトガウとノルトガウとの境界であった。集落はレツァート川の右岸、すなわちバイエルンのノルトガウ側に形成された。しかし中世には現在の町の中心部であるレツァート川の左岸側が発展した。プラインフェルトは、770年から780年の寄進状に初めて記録されている。この中では、クニグント・フォン・ブリエンフェルト (Blienfeld) がエッテンシュタットの所領をフルダ修道院に寄進している。12世紀にはヴォルフラム・フォン・エッシェンバッハが「ブライエンフェルデン (Bleienfelden) の我が友」と記しており、このパルジファルの詩人の生まれ故郷である可能性が議論されている。
1302年にプラインフェルトはアイヒシュテット司教領となった。ヴィルヘルム・フォン・ライヒェナウは1483年にフリードリヒ3世から市場開催権を授けられた。遅くとも1486年には紋章使用権と防衛施設建設の権利を得た。後者はアンスバッハ辺境伯、ニュルンベルク城伯、帝国都市ヴァイセンブルクの反対により妨害された。市壁の建設は1540年にやっと始まった。この町は1500年にフランケン帝国クライスのアイヒシュテット司教領に属していた。

### 近世、近代
郵便馬車の宿駅は1635年に初めて記録され、税関は1690年に記録されている、プラインフェルトは三十年戦争で激しい損傷を被り、1632年にスウェーデン軍によって焼き払われた。1634年には住民がいなくなったため教区が廃止された。この町は1700年頃に再び興隆期を迎えた。1695年にネポムク橋が、1702年に町役場が建設された。1803年の帝国代表者会議主要決議以降この町はフランケンの大部分と同様にバイエルン領となった。バイエルン王国の行政改革に伴う1818年の自治体令により、現在の自治体が形成された。
鉄道ルートヴィヒ南北線の開通によりプラインフェルトは新たな隆盛を得た。1808年から1858年までプラインフェルトは地方裁判所（当時は行政機関を兼ねた）の所在地であった。1945年3月5日と4月19日にバッハガッセおよびプファルガッセ付近が爆撃を受け、学校などが破壊された。プラインフェルトでは4月23日にアメリカ軍が進軍してきたことで戦争が終結した。この際、ネポムク橋が爆破された。プラインフェルトの人口は、その後数十年の間に故郷を逐われた人々や爆撃を受けた周辺都市から流入した人々で増加し、さらにその後郊外化を受けた。1970年代から1980年代に、中等学校、屋内プール、ブロムバッハハレ、連邦道2号線のバイパス建設といったインフラ整備がなされた。1990年代のブロムバッハシュパイヒャープロジェクトによって景観が大きく変わり、プラインフェルトは州認定の保養地となった。

### 町村合併
市町村再編に伴い、1971年4月1日にアルマンスドルフが合併した。1972年1月1日にマンホルツ、ザンクト・ファイト、廃止されたドルンスブルンの一部（ティーフェンバッハを除く）がこれに加わった。ミシェルバッハ、シュティルンおよびヴァルティングは1972年7月1日に合併した。ラムスベルクと廃止されたタンハウゼンの一部が1978年5月1日に合併して一連の町村合併が完了した。ファイツエルルバッハとレーゲルスベルクを除くゲマインデタイル（小地区）はいずれも市町村および郡の再編以前はヴァイセンブルク・イン・バイエルン郡に属していた。

## 住民

### 人口推移
プラインフェルトの人口は着実に増加し続け、2020年12月31日に最大の7,589人に達した。さらに500人がプラインフェルトに第二の住居を有している。人口予測によれば、プラインフェルの人口は微増で、2030年代には約7600人から7700人となる。
総じて町域の東部は西部に比べて人口が少ない。人口は他に比べてはるかに大きな地区である首邑プラインフェルトがある町の中部に集中しているが、ザンクト・ファイト、ミシェルバッハ、クラインヴァインガルテンおよびミューレがつく多くの地区はプラインフェルトと同様の密集した住宅地を形成している。

### 宗教

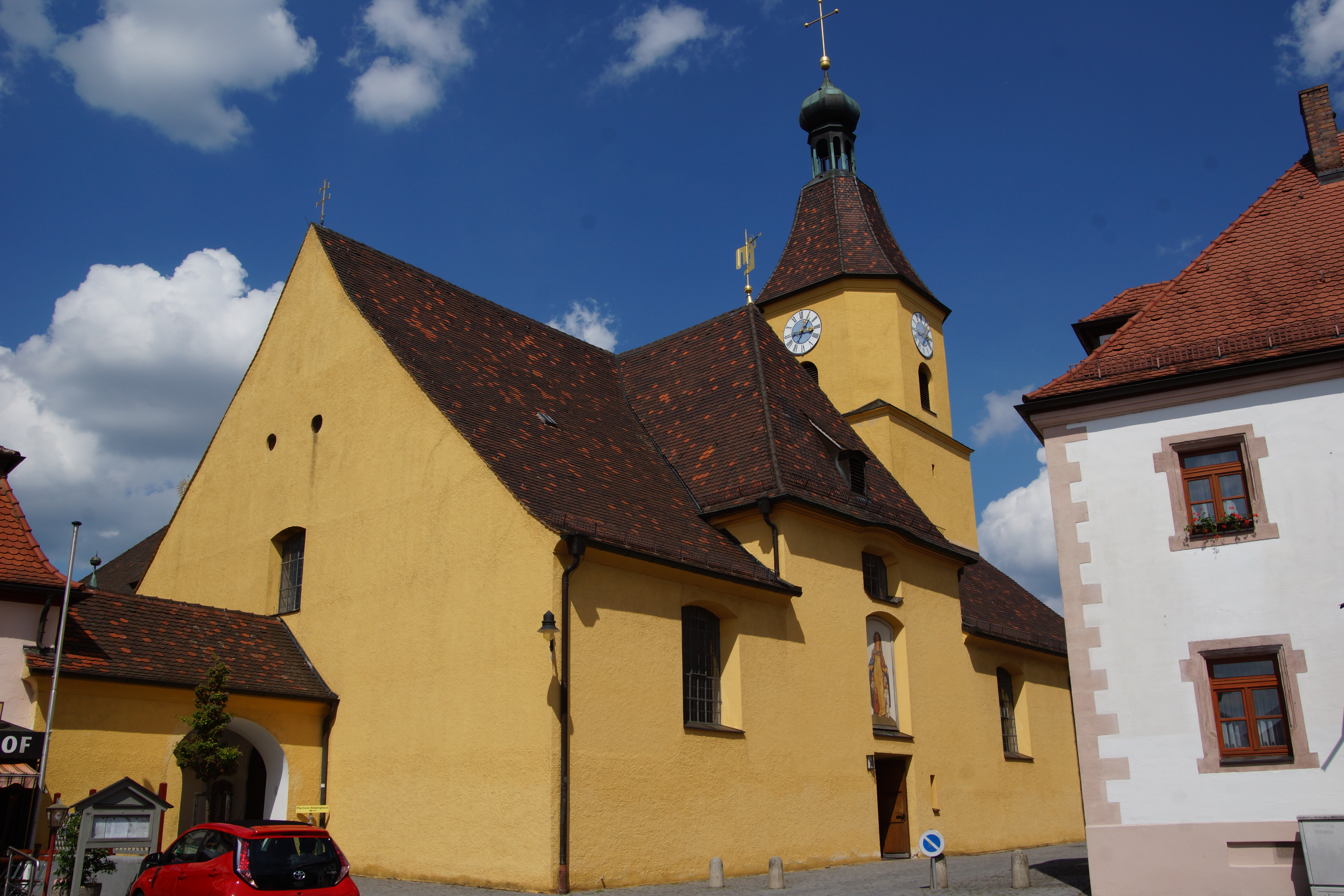
カトリックのニコラウス教会

プラインフェルトは、長年アイヒシュテット司教領であったことからカトリックが優勢である。このため、バイエルン州の日曜祝祭日法に基づき、マリア被昇天の祝日（8月15日）は祭日となっている。プラインフェルト司祭区、ザンクト・ファイト司祭区、ヴァルティング司祭区、シュティルン司祭区、シュトーフェンハイム司祭区があり、いずれもアイヒシュテット司教区ヴァイセンブルク＝ヴェムディング首席司祭区に属す。プラインフェルトの福音主義信者は、ニュルンベルク教会クライス福音主義＝ルター派ヴァイセンブルク監督区に属している。
カトリックのニコラウス教会は12世紀から存在している。この教会はプラインフェルトで最大の教会である。この他に、各地区には以下のカトリックの建物がある。アルマンスドルフのラウレンティウス教会、ミシェルバッハの聖オットー教会、ドルンスブルンの聖ニコラウス教会、ザンクト・ファイトのドイツ騎士団聖ファイト教会、ヴァルティングの聖母の被昇天教区教会、シュティルンの聖母の帰郷教区教会、ホーエンヴァイラーの礼拝堂、ラムスベルクのヨーゼフス教会、ヴァルカースツェルの洗礼者ヨハン教会。
福音主義ペトルス教会は、この町で唯一の福音主義の教会堂である。この他、プラインフェルトにはエホバの証人の王国ホールがある。

## 行政

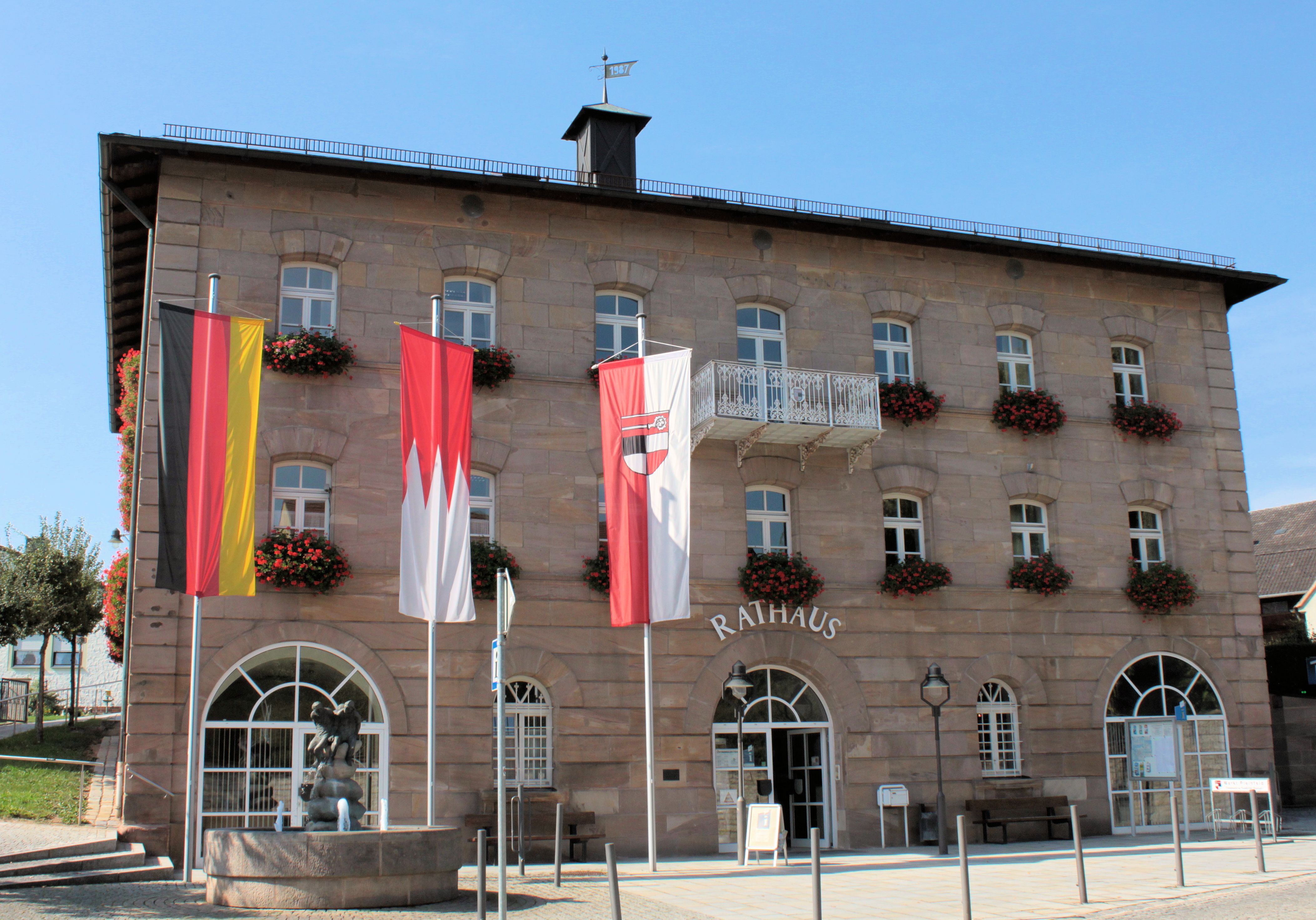
プラインフェルトの町役場

### 首長
第二次世界大戦以降の首長を列記する。
- 1945年 - 1946年: フランツ・プファイル（アメリカ軍による指名）[17]
- 1946年 - 1948年: フランツ・グロース[18]
- 1948年 - 1954年: パウル・ハイン[18]
- 1954年 - 1960年: カール・ヴィーラント[18]
- 1960年 - 1968年: ゲオルク・フィヒトナー。在任中に死亡。
- 1968年 - 1972年: ローレンツ・デル
- 1972年 - 2002年: オットー・ファイル (CSU)。彼の在任中にプラインフェルトは優れた行楽地に発展した。
- 2002年 - 2014年: ヨーゼフ・ミーリング (FW)
- 2014年 - 2019年: マルクス・ディルシュ (CSU)[19]
- 2019年5月26日 - : シュテファン・フリューヴァルト (CSU)[20][出典無効]

### 議会
この町の議会は、20議席からなる。

### 姉妹自治体
- キラーニー（アイルランド、ケリー県）2007年10月12日から[22]

### 紋章
図柄: 頂部は赤地で、その中に水平に置かれた司教杖。主部は四分割で向かって左上と右下が銀色、右上が黒、左下が赤である。
紋章の由来: 1486年2月24日付けの紋章特許状は、1486年11月29日に皇帝の印が押され、発効した。司教杖はアイヒシュテット司教領を示し、1802年に世俗化されるまでの長い統治を想起させる。紋章の配色に関しては長らく一定しなかった。頂部と司教杖は、赤地が金地や銀地に変更された。四分割部分は銀と黒あるいは銀と赤で変更がなされ、19世紀にはバイエルンに帰属したことから銀と青になった。1984年に紋章特許状が発見され、オリジナルの、現在の配色となった。
プラインフェルトの旗は、2本の同じ幅の赤と白の縦帯。旗の中央に紋章が配置されている。

## 文化と見所

### 博物館
プラインフェルトの郷土博物館はこの町の郷土史を扱っており、ビール醸造文化の歴史を紹介するブルワリー博物館を併設している。マントレスミューレにはフレンキシェ・ゼーラント情報センターが、ラムスベルクには民営の郷土博物館が、マッケンミューレには民営の技術博物館がある。

### 建築

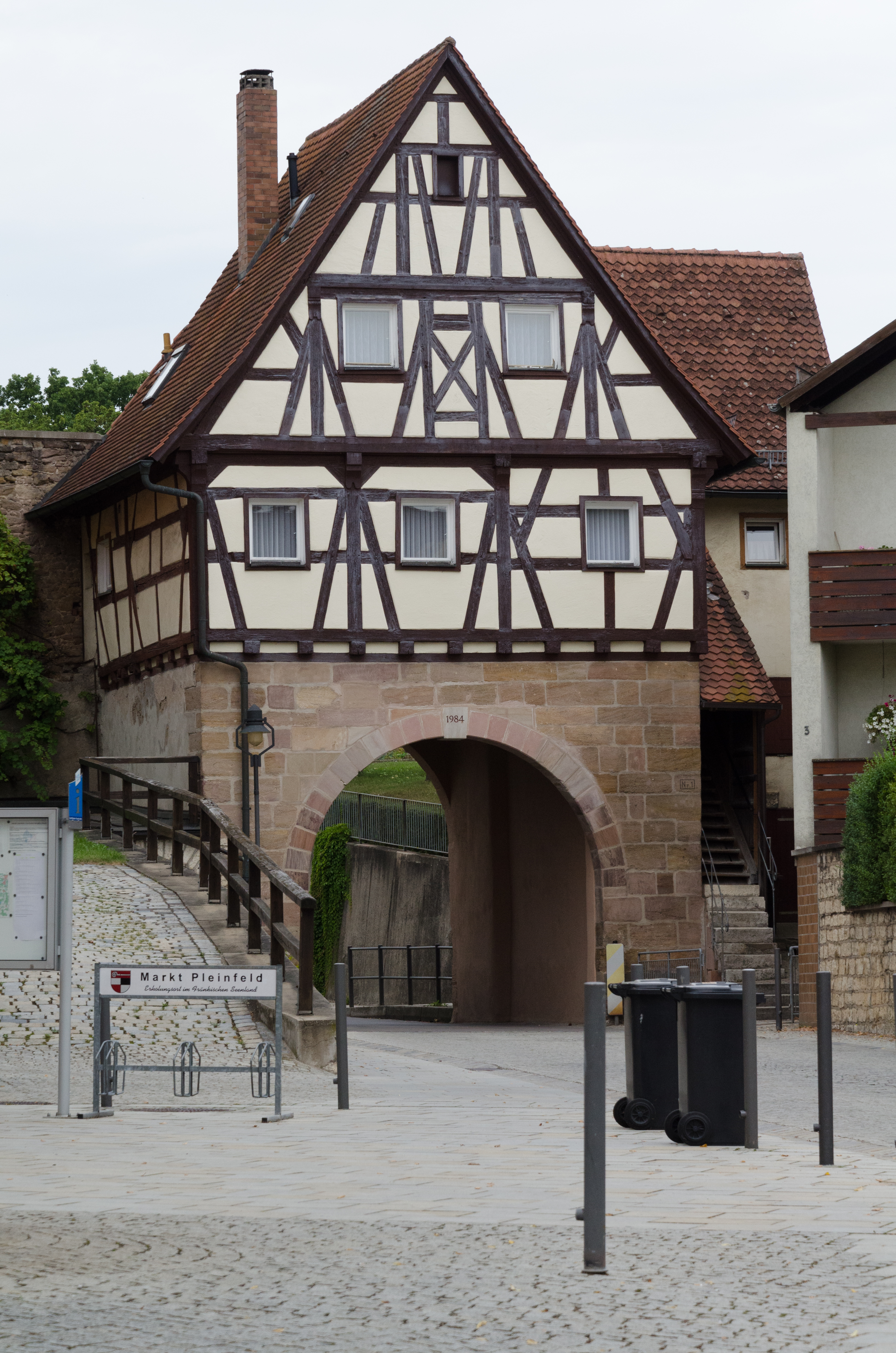
シュパルター門

この町の象徴的建造物がシュパルター門である。16世紀に建設されたこの市門は、ファイター門、ニュルンベルガー門とならんで現存する3つの門のうちの1つである。近世の市場町防衛施設のうち現存しているのは、これらの門の他には、中心街北側をはじめとする防御壁の一部だけである。町内には多くの古い、文化財保護の対象となっている18世紀から19世紀に造られた岩の地下室が存在する。シュヴェービシェ・レツァート川には近世のネポムク橋が架かっている。ニコラウス教会の向かい側に、城館庭園を持つ旧フォークタイ城館（代官の城館）がある。プラインフェルトの町役場は1870年代に建設された。
プラインフェルト地区から数 km 北東のミシェルバッハ地区の高台にザントゼー城がある。この城はおそらく12世紀にヒルシュベルク領主家によって建設された。ヒルシュベルク伯ゲプハルトは、この城を1302年にアイヒシュテット司教領主に売却した。アイヒシュテット司教（領主）は、この施設を役所および狩りの館として利用し、戦争で何度も破壊された。

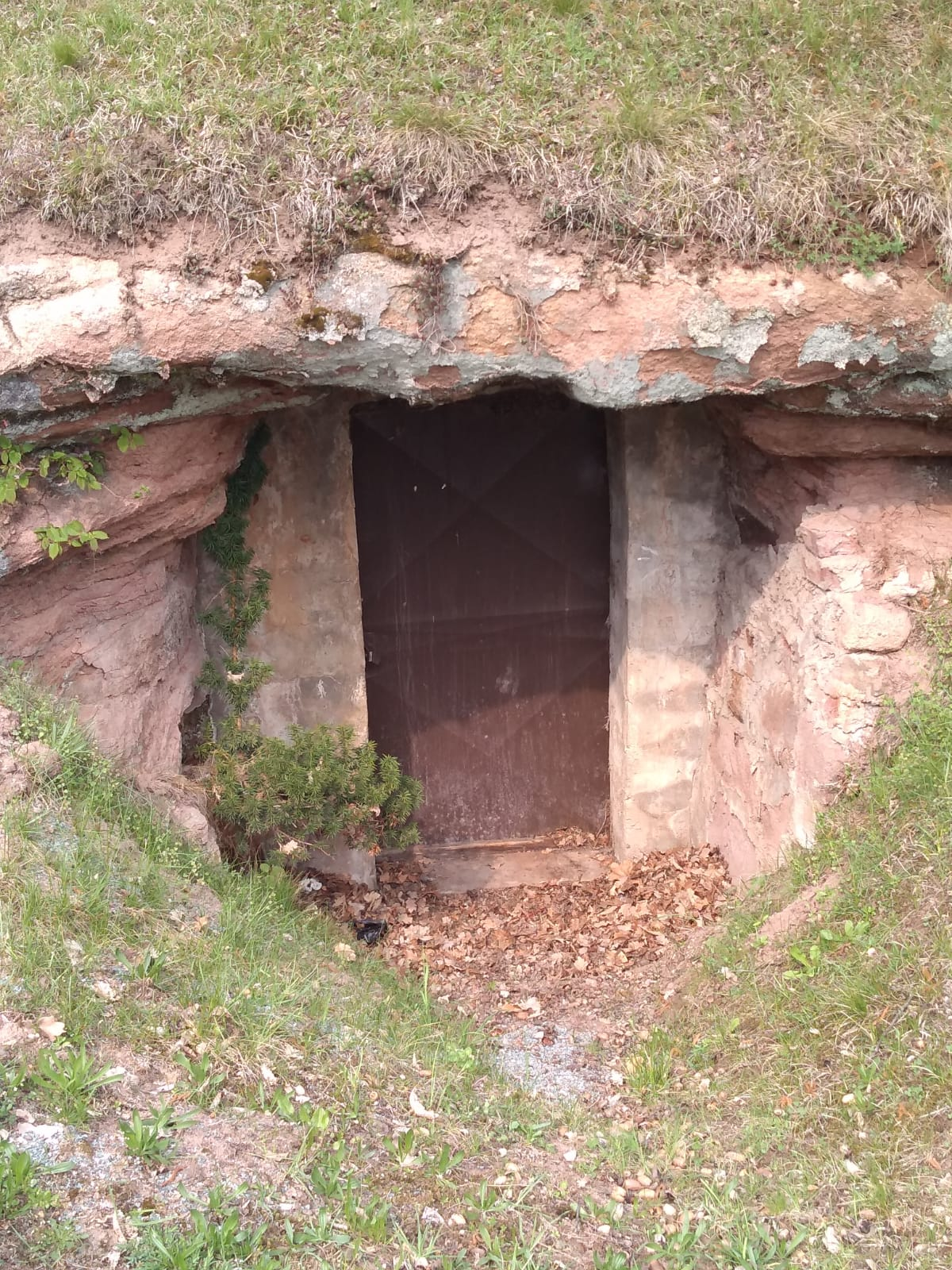
岩の地下室の入り口
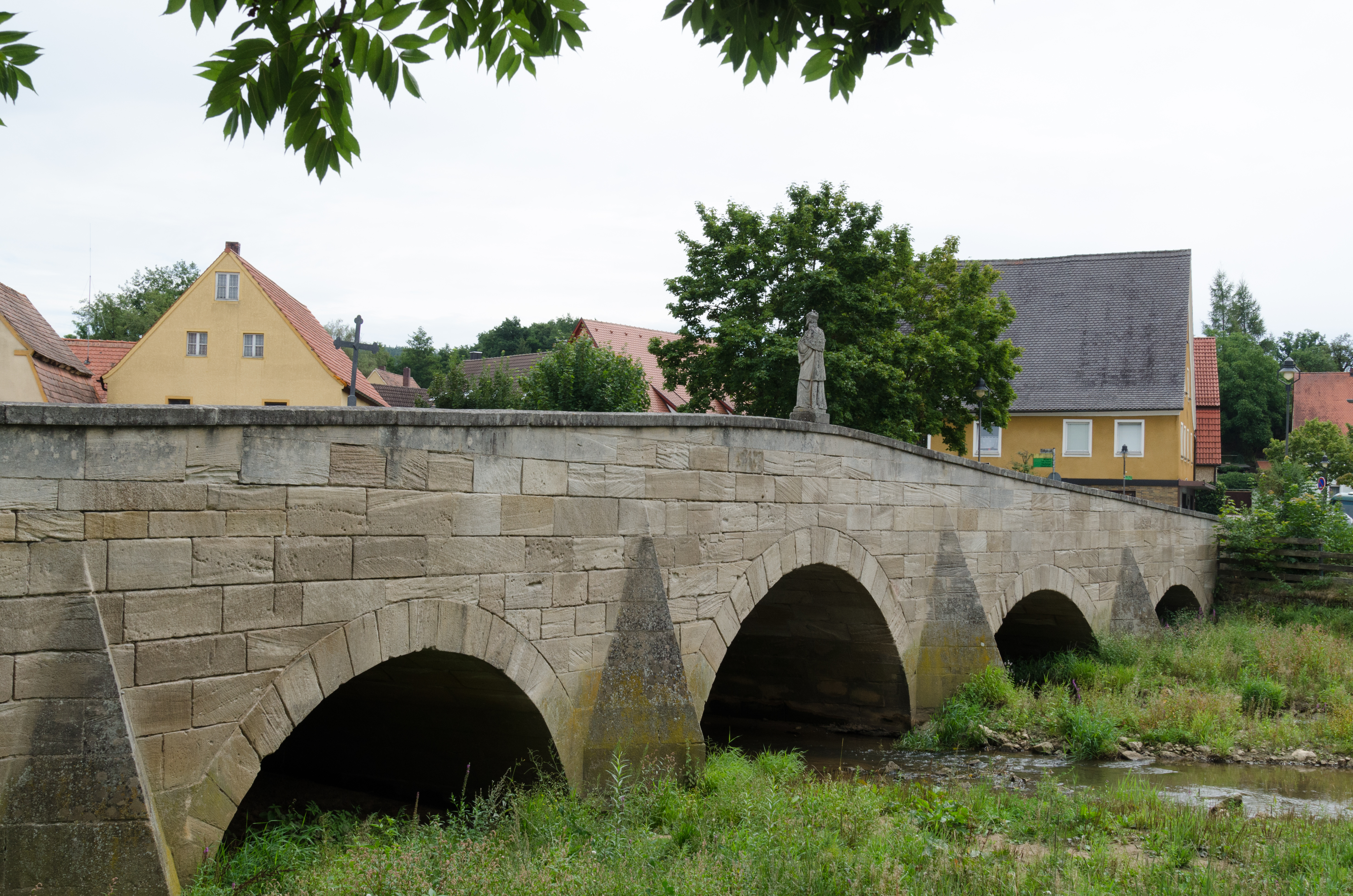
ネポムク橋
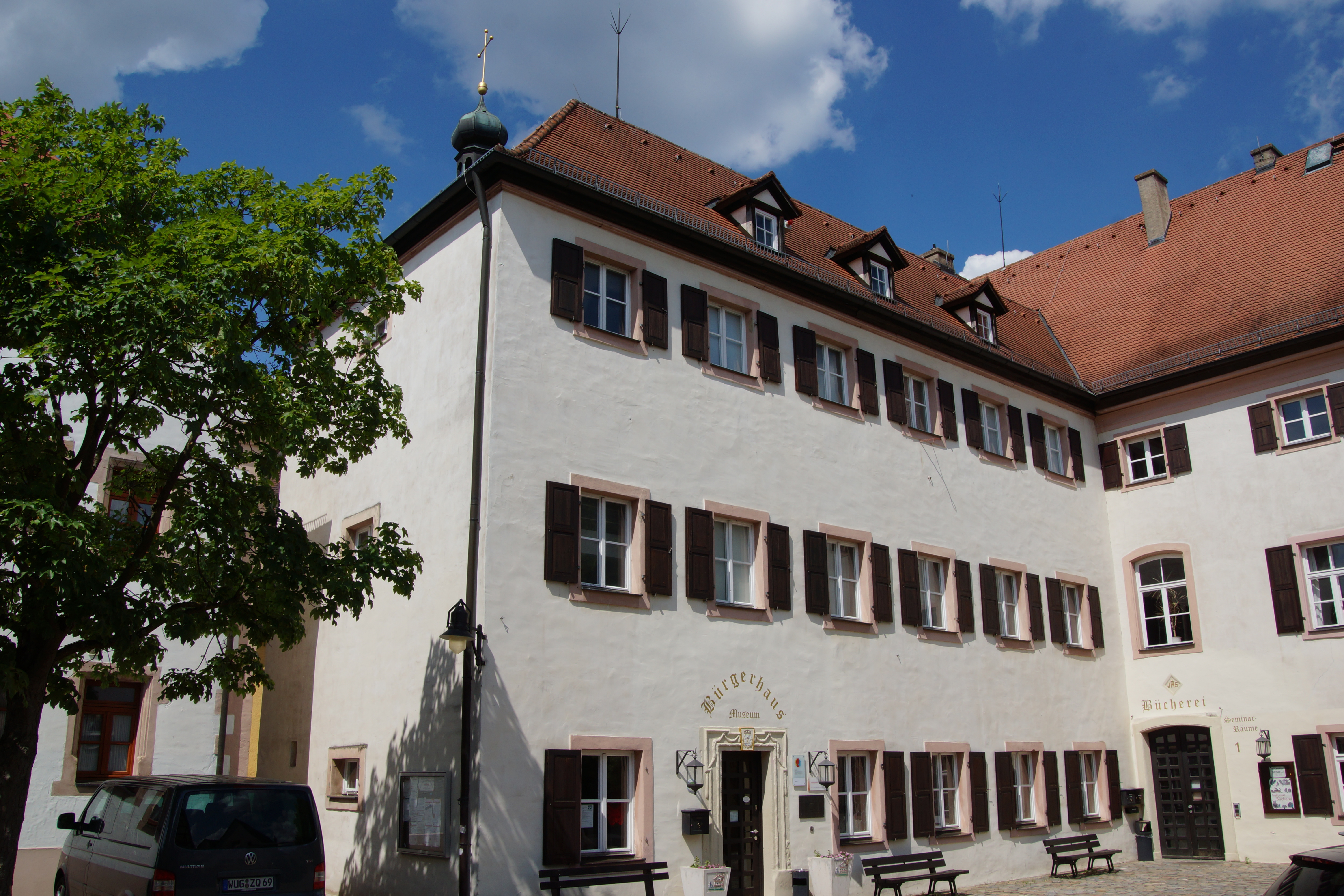
プラインフェルト城（旧フォークタイ城館）
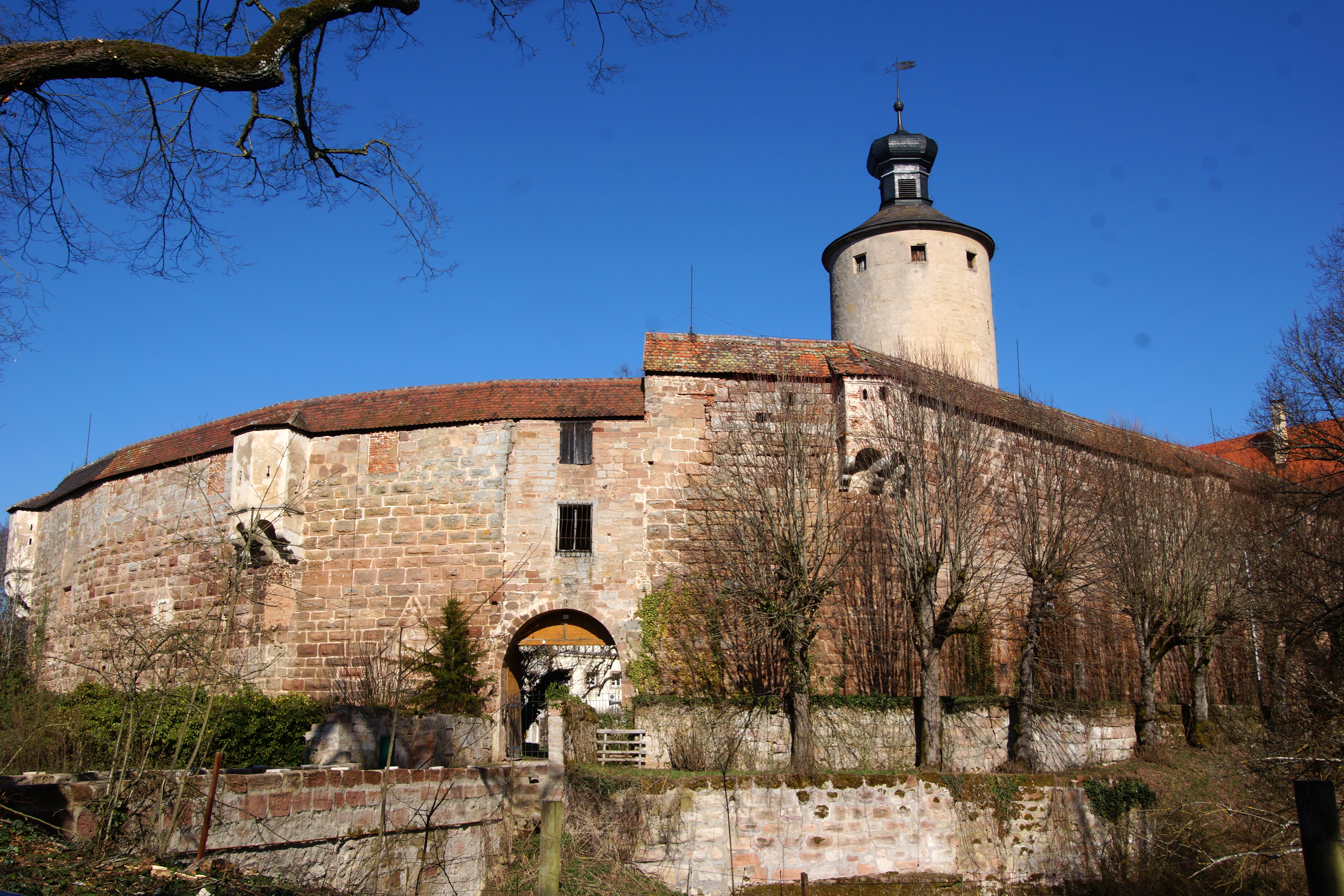
ザントゼー城

### 広場
歴史的な町の中心がマルクト広場である。多くの主要道路がここで交差する。ここには町役場や多くの商店がある。マルクト広場の高台、中心地区の最高地点にはシュロス広場（城館広場）とキルヒェン広場（教会広場）があるが、両者は空間上一体化している。
祝祭広場はプラインフェルト北部のシュティルナー通り沿いにある。この広場はフォルクスフェストやゼーラントマラソンなど様々なイベントの会場として利用される。

### 考古学的遺構
プラインフェルト町内には数多くの考古学的遺構があり、その大部分が埋蔵文化財に指定されている。
- クラインヴァインガルテン近郊の山城と、墳墓を持つケルト時代の四角形の砦。
- 町域南部ドルスブルン近郊の長さ 6 km のレティシャー・リーメスの遺構。復元された見張所がある。2005年からUNESCO-世界遺産に登録されている。
- ギュンダースバッハ近郊の小規模なカストラ。

### 水車

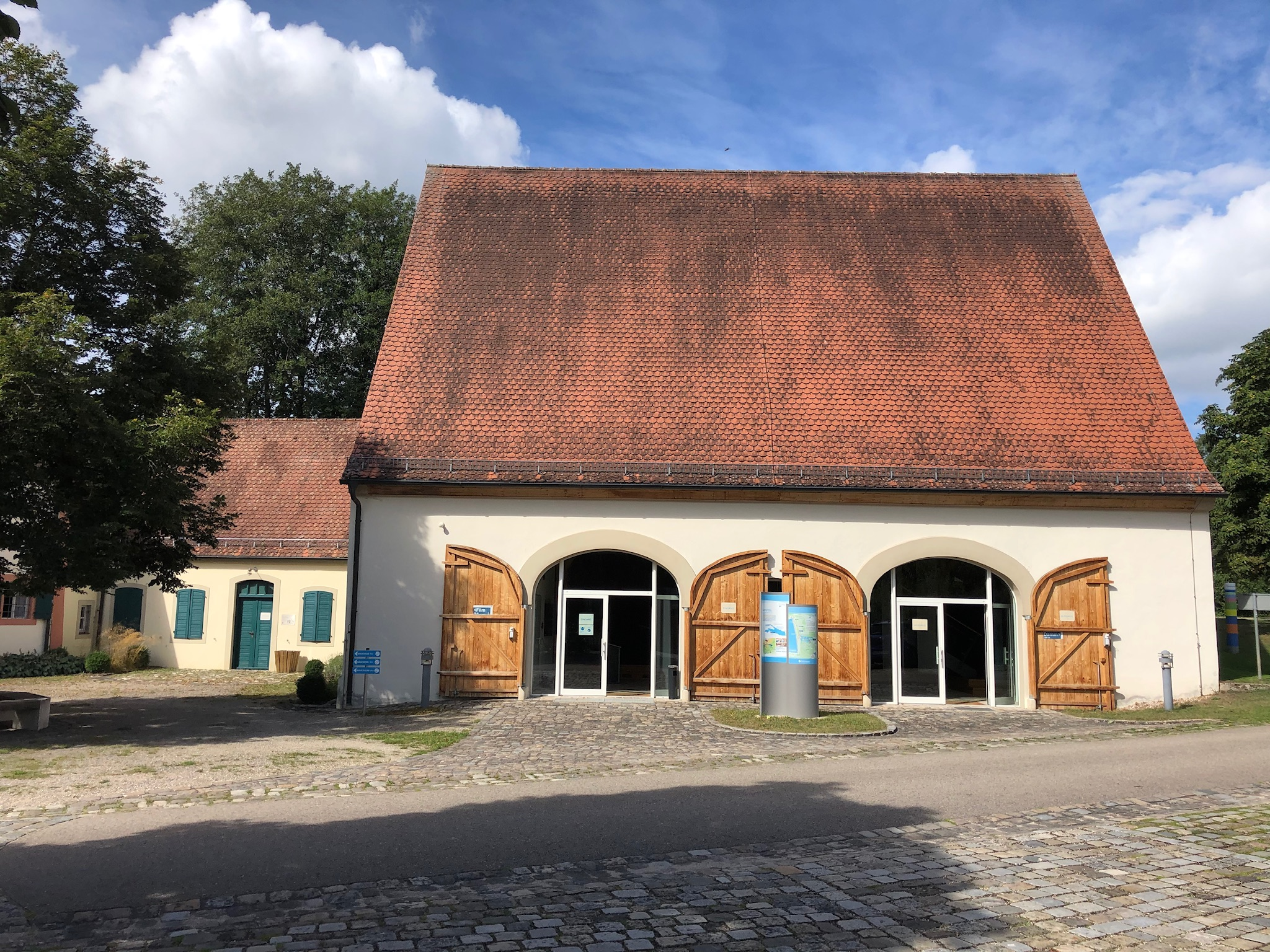
ゼーラント情報センターが入居するマンドレスミューレ

プラインフェルト町内にはおよそ1ダースの水車がある。その大部分は現在では経済活動に利用されていない。多くの水車は、プラインフェルト地区の北の外れにあるケッチェンミューレから北の町境にあるハイツツェンミューレまでを結ぶミュールシュトラーセ（水車街道）沿いにある。ブロムバッハ湖建設のために多くの水車が放棄され、取り壊された。ラングヴァイトミューレは別の場所に新たに建設され、ビルケンミューレは建物が亡くなったにもかかわらず、ゲマインデタイル（地区）の名称として遺っている。現在グローサー・ブロムバッハ湖の東に位置する地区にあり、堰止め湖建設のために放棄されたマンドレスミューレにはアンスバッハ水利局のフレンキシェ・ゼーラント情報センターが入居している。

### 教育、育成
プラインフェルト国民学校は、プラインフェルト基礎課程学校とブロムバッハゼー中等学校からなる。2013年からは私立モンテッソーリシューレが存在している。この他に町内には幼稚園が5園ある。
プラインフェルト町民ワークショップは、成人のための市民大学講座を開講している。アルテス・フォークタイシュロス（かつての代官の城）には、様々なコースが用意された多世代ハウス、住民交流施設、15,000点のメディア（このうち14,000点が書籍である）が貸し出し可能な公共図書館が入居している。音楽学校は音楽教育を提供している。
2003年7月に運用が開始されたフリードリヒ・アレクサンダー大学エアランゲン＝ニュルンベルクのウォータースポーツセンターは、グローサー・ブロムバッハ湖のダムの南端にあり、大学関係者のためのディンギーやカタマランのヨット、カヤック、トライアスロンのコースが用意されている。最寄りの大学はエアランゲン＝ニュルンベルク、アイヒシュテット＝インゴルシュタット、バンベルクにある。
1866年から1880年までプラインフェルトには「プレパランデンシューレ」（国民学校の古い名称）があった。

### 健康と社会福祉
プラインフェルトには多くの臨床医、歯科医、動物病院、精神療法施設、救急医療サービス、治療師（医師でなく、軽度の治療を行う）、および言語療法士、作業療法士、理学療法士の実践施設がある。プラインフェルトでは2箇所のフィットネススタジオでリハビリスポーツが行われている。最寄りの病院としては、10分の距離にヴァイセンブルクのクリニークム・アルトミュールフランケンがある。プラインフェルトには、個室30室、2人部屋6室の老人養護施設がある。プラインフェルトには社会的弱者のためのディアコニー＝カウフハウスとカタリスの社会福祉ステーションがある。
プラインフェルト町内には、赤十字、DLRG（ドイツ人命救助協会）、水難監視所（水辺、水上の監視、救難を行う）の出張所がある。ヴァイセンブルク＝グンツェンハウゼン郡およびロート郡の緩和ケアを担う SAPV アルトミュールフランケンはプラインフェルトに本部を置いている。労働者福祉組合および社会福祉連合 VdK は、プラインフェルトにそれぞれ地方支部を有している。
ヘルファーネット・プラインフェルト（直訳: プラインフェルト支援者ネット）は、高齢者、困窮者、障害者を支援するボランティアの組織である。

### 公園施設

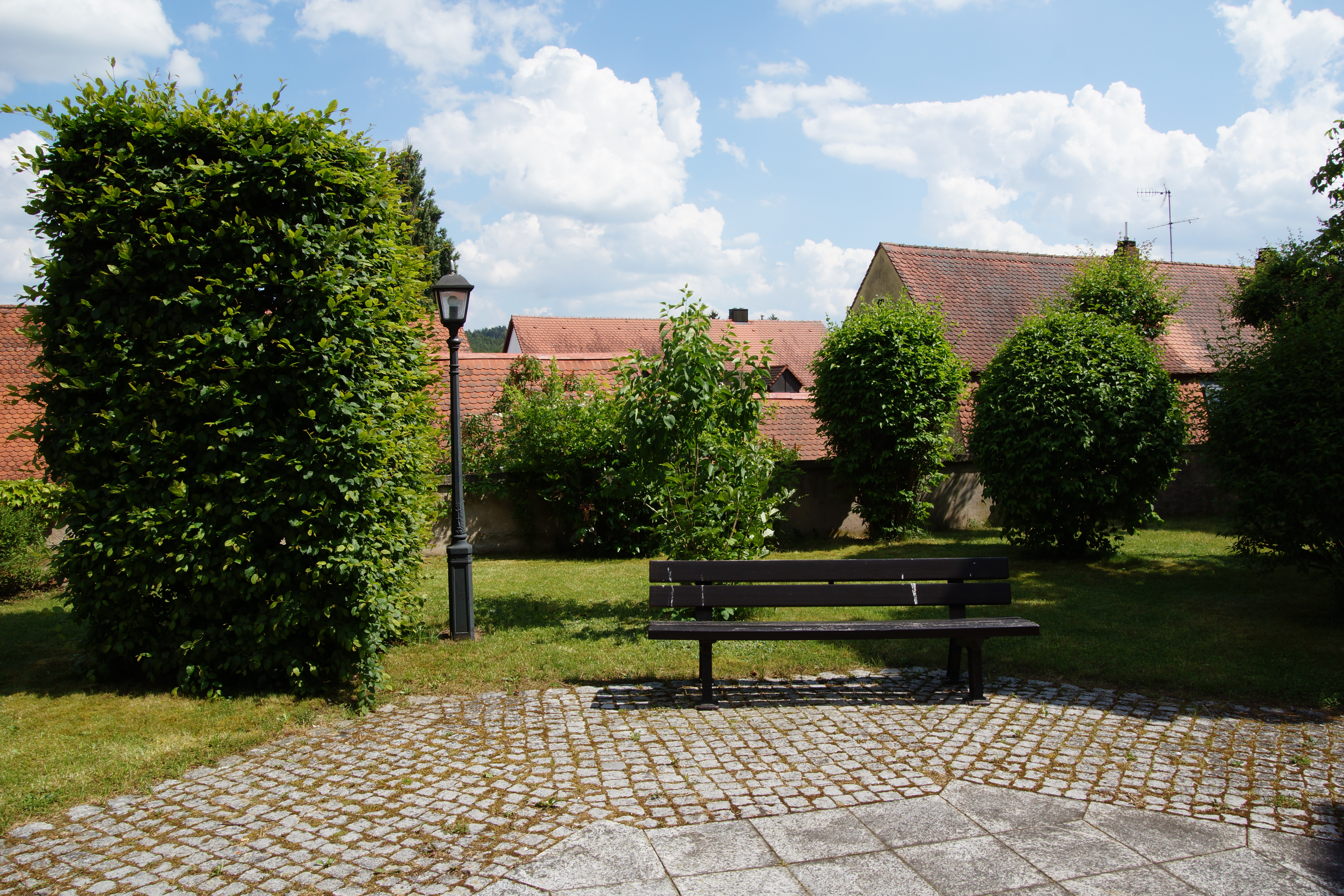
シュロスガルテン

プラインフェルト、特に広い草地を形成し小さな橋が特徴のシュヴェービシェ・レツァート川沿いには、多くの緑地が存在する。さらに駅の近くには高齢者スポーツ施設やシュトックシーセン施設を有するバーンヴァイアー＝パルクがある。城の近くには、かつての修道院の庭園がシュロスガルテン（城館庭園）として公開されている。

### 公共施設、役場
町の行政機関やそれが運営している資材置き場、公共施設、リサイクルセンター、文化・観光インフォメーションの他に、町内にはブロムバッハ湖目的連合、ハーネンカム湖目的連合、プファッフェンベルクグループの水供給目的連合の本部がある。これら3つの団体はいずれも公益法人である。アンスバッハ水利局は、マンドレスミューレにゼーマイスター施設を運営している。バイエルン洪水広報局は、ゼーマンスミューレの近くにシュヴェービシェ・レツァート川の水位観測所を設けている。ヨット港には測候所がある。
プラインフェルトには11の消防団がある。プラインフェルト消防署の敷地内には郡の空気浄化センターがある。救急サービスは、水難監視ステーションを有する DLRG と、救急監視所と水難監視所を持つバイエルン赤十字によって組織されている。プラインフェルトの文化的公共施設には公民館、図書館、多世代ハウス、屋外プールがある。プラインフェルトには、プレクセルミューレの近くにブロムバッハ湖隣接地域の中央浄化施設がある。プライフェルトには、ザンクト・ファイト地区、ラムスベルク地区、ドルンスブルン地区、ヴァルティング地区、アルマンスドルフ地区およびプラインフェル地区東端近くのプラインフェルダー・オステン墓地をはじめ多くの墓地がある。

### レジャー、スポーツ施設

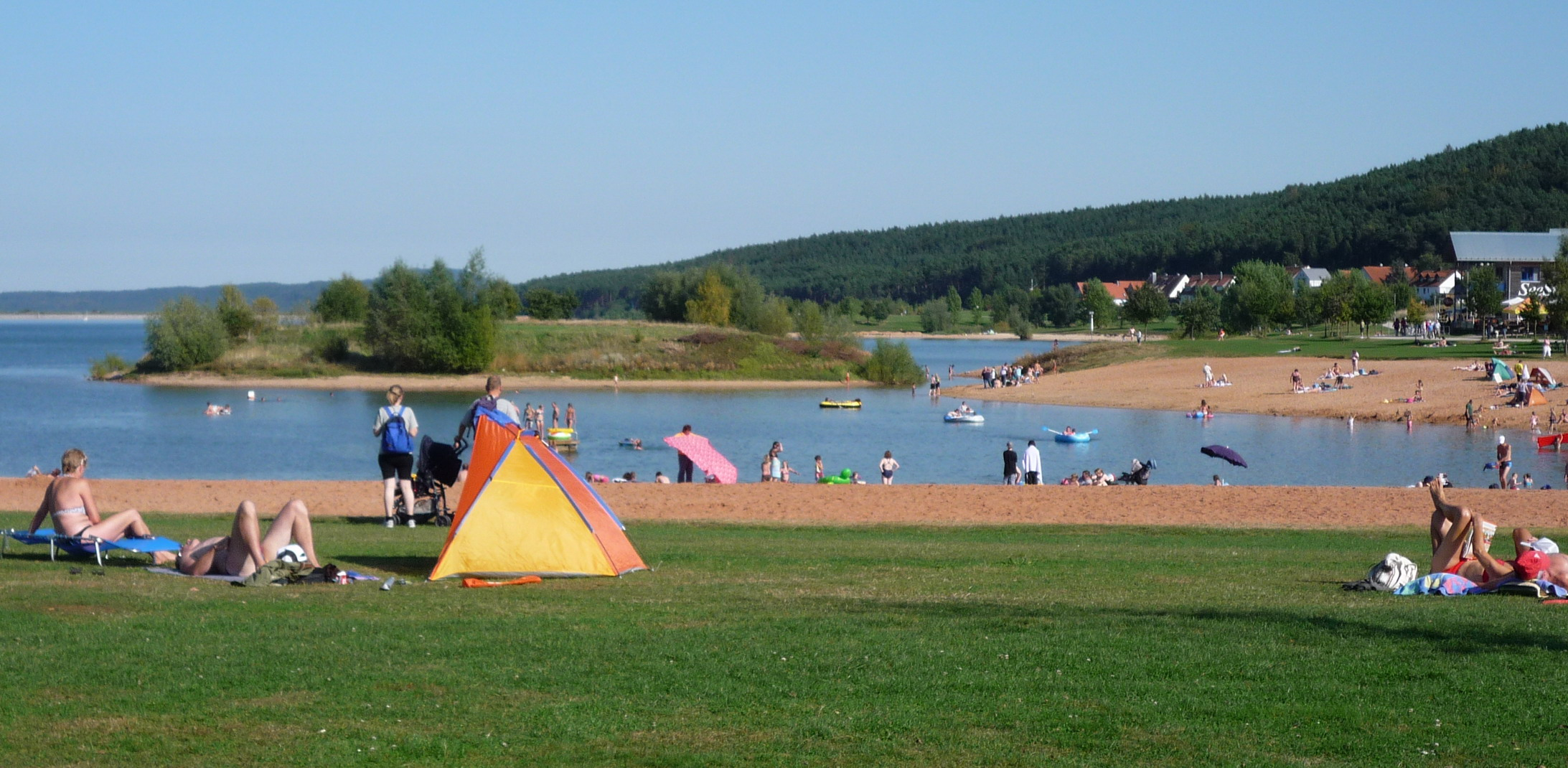
ラムスベルク近郊グローサー・ブロムバッハ湖南岸の水浴場

プラインフェルトにはレジャー施設として、夏ソリコース、屋外プール、野生動物園、いくつかのミニゴルフ場がある。2016年からレーザータグホールがこの町にある。2012年にビリッカー施設やバブルサッカー施設を有するフットゴルフ場が、2013年にボウリングセンターが設けられた。ブロムバッハ湖の湖畔には貸しペダルボート、レンタサイクルや人力車などのサービスがあり、ヨット、カイトサーフィン、パドルボート、ウェイクボード、クナイプ式水浴、スタンドアップパドルボード、ダイビングを楽しむことができる。周辺には多くの遊歩道や自転車道が整備されている。
町内には80以上のクラブ・団体がある。それには、2つのヨットクラブや、セーリング、アーチェリー、テコンドー、バレーボール、バドミントン、フェンシングなど多彩な種目を備えたいくつかのスポーツクラブが含まれる。この町最大のクラブが、880人の会員を擁する（2019年現在）DJK プラインフェルトで、郡内で5番目に大きなスポーツクラブでもある。プラインフェルト北西部のスポーツセンターには、体育館、ケーゲルレーンや、陸上競技、バレーボール、テニス、サッカーの競技施設がある。このスポーツセンターには、さまざまなスポーツイベントに使用されるこの地域最大の多目的ホールであるブロムバッハハレも含まれる。プラインフェルトの南には18ホールのツォルミューレ・ゴルフ場がある。
プラインフェルト青年センター (JUZ) は、青年および成人のための施設である。ヴァイセンブルク音楽学校は、プラインフェルト分校で音楽教育を行っている。
ブロムバッハ天文愛好会は、ブロムバッハ湖の高台に天文観測所を有している。
公民館、多世代ハウス、町民ワークショップはプラインフェルト住民のための学習コースを提供している。ビュルガーカフェでは定期的に交流会が開かれている。ニュルンベルク広域圏の文化イベントに参加する公民館/多世代ハウスの合同ツアーが催行されている。

### 年中行事
この町では以下の祭が行われる: 「プラインフェルダー・フォルクスフェスト」（直訳: プラインフェルト民衆祭、6月末）、謝肉祭のパレード「フンメル＝レンミデンミ」、ミシェルバッハのカーニバル・パレード（灰の水曜日前の日曜日）、「ザンクト＝ファイト＝マーケット」（6月初め）、「ビュルガーフェスト」（直訳: 町民祭、6月初め）、プラインフェルトのボーイスカウト団の夏祭り（聖霊降臨節）、クリスマスマーケット（12月初め）、プラインフェルダー・ブラスムジークのクリスマスコンサート（12月中旬）、多くの消防祭、ワイン祭、カーニバルの舞踏会、ノミの市、教会開基祭。プラインフェルトの催事場は、コルピングハウスのビュルガーザール（住民ホール）、スポーツセンターの多目的ホールであるブロムバッハハレ、プラインフェルト基礎課程学校の体育館などである。マルクト広場、教会広場、城館広場やプラインフェルト北端の祝祭広場でも多くのイベントが開催される。
1997年から2011年まで「プラインフェルトのフォーク＝ブルース・ナイト」が開催されていた。2017年以降は、ニュルンベルク広域大都市圏で最大級の音楽フェスティバルの1つである「バーニング・ビーチ・フェスティバル」が開催されている。プラインフェルトの消防団は不定期に壮年消防団の噴水ショーを行っている。ブロムバッハ湖の湖畔では夏にマーギシェ・モメンテが開催される。このイベントではコンサート、花火、光のショーが行われる。バカンスシーズンの初めにプラインフェルトでは、フレンキシェ・ゼーラントの夏のハイライトを紹介する見本市「インフォベルゼ・ゼーラント」が開催される。
プラインフェルトおよび郡の最大のスポーツイベントが夏休みの終わりに開催される「ゼーンラントマラソン」である。この他に多くの水泳大会やランニングの大会がプライフェルトで開催される。
プラインフェルトは、ミッテルフランケンにおけるシュヴァーベン＝アレマン風カーニバルの牙城である。そのハイライトがカーニバルのパレード「フンメル＝レンミデンミ」とカーニバルの舞踏会「フンメルバル」である。伝統的な仮装は、牛のような「プラインフェルダー・フンメル」である。
冬になるとプラインフェルトの演劇クラブ「Sandhosn」がビュルガーテアターを開催する。
毎週水曜日にネポムク橋で「農民の週の市」が開催される。

## 経済と社会資本

### 経済
プラインフェルトの経済は中小企業が中心で、ニュルンベルク、シュトゥットガルト、ミュンヘンの広域大都市圏の中間に位置する地の利を得ている。特に重要なのは観光業、製造業、建設業である。町内には数多くの手工業者や小売業者が本社を構えている。農業はプラインフェルトでは伝統的に重要な役割を演じてきたが、粗付加価値に占める割合は急速に低下して 3 % を下回っている。特に町の北部ではホップの特殊栽培が特徴である。プラインフェルトには、既存のあるいは新規の企業にとって十分に拡張可能な広さを持つ産業地区が多くある。
プラインフェルトでは金属加工および合成樹脂加工の分野で多くの企業が活動している。プラインフェルト最大の雇用主である「WLゴア&アソシエイツ」もその1つで、1980年代から特殊ケーブルの製造工場を運営している。テキスタイル業者の「カマノ」は2007年からプラインフェルトで活動している。この会社は。テキスタイル分野のドイツにおけるマーケットリーダーの1つである。「ラインレ・グミ・ウント・クンストシュトフ GmbH」は、自動車産業および電気産業向けにゴムおよび合成樹脂のオーダー製品を提供している。フレンキシェ・ゼーラントの観光開発によって観光分野で新しい職場が生まれている。2020年にはプラインフェルトのホテル、旅館、ペンションに延べ86,538泊の宿泊客があった。これに加えてキャンプ場での長期滞在者や日帰り観光客もあった。
町に数多くの小売店、手工業者、公共施設、オフィスがあることでプラインフェルトは地域開発上適格な条件を満たす下級中心都市となっている。すなわち基本的に必要な商店や施設は存在している。プラインフェルトにはスーパーマーケットが3軒、郵便局1箇所、薬局1軒、一般開業医が3軒、歯科医が3軒、ガソリンスタンド3軒、多くの飲料品点、ホームセンター1軒、家具店1軒、眼鏡店1軒、多くの衣料品店、貯蓄銀行およびライフアイゼン銀行（信用金庫）の支店が1軒ずつ、様々な職人の店、工具店、肉屋、パン屋がある。観光号を背景に、プラインフェルトでは旅館、レストラン、ビアガーデン、カフェの数が増えており、アイスクリームパーラーも開店した。
郡の失業率は、2010年半ば以降 5 % 以下を維持しており、2022年3月の値は 3.2 % であった。

### インフラストラクチャ
2013年以降、「ヴォーンパルク・アム・フレンキシェン・メーア」（直訳: フランケンの湖畔の住宅公園）という名称の住宅プロジェクトが立案されている。このプロジェクトには、投資家および指導者としてかつてのサッカー選手ティミー・シモンスが関わっている。ここには46戸の家と、140人収容のバリアフリーの高級老人ホームが建設予定で、投資総額は約6千万ユーロとされる。この年に建設が開始され、2014年秋までにモデルハウスと半完成の建物が2棟造られた。しかしこの時点からプロジェクトは頓挫している。
2021年にマーケットは独自の住宅プロジェクトを開始するために土地の買い戻しを試みた。しかし2021年8月の時点では成果が見られていない。

### 採砂業

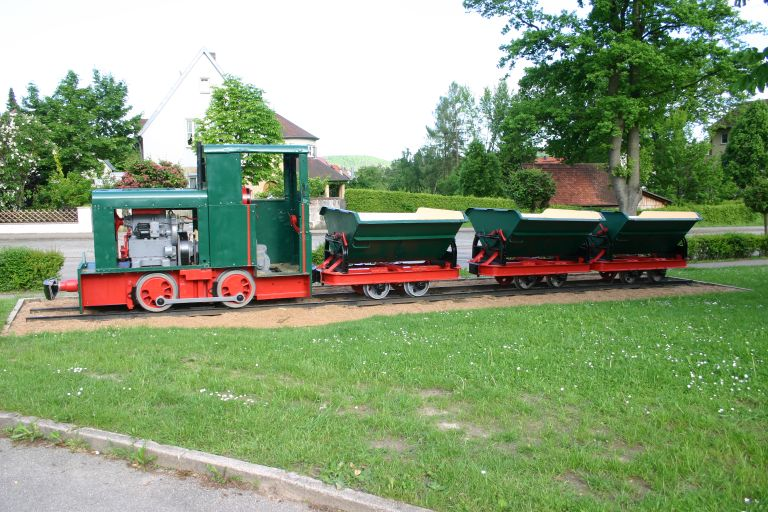
砂の運搬に用いた軽便鉄道「ザントバーン」

プラインフェルトの多くの企業が採砂業に従事している。ここで採取される珪砂は、その赤みがかった色と構成成分で、世界的に有名である。特に、バイエルン・バレーボール協会はこの砂をビーチバレーコートに採用している。砂地の土地は特にシュヴェービシェ・レツァート川沿いに存在する。かつては、採砂坑から駅まで長さ数kmの軽便鉄道が輸送目的で運行していた。砂は充填設備を経由して貨物列車に積み込まれた。駅の近くと採砂坑脇の2つのモニュメントだけがこの軽便鉄道を証明している。

### 交通
3車線から4車線に拡充された連邦道2号線（B2号線、ニュルンベルク - アウクスブルク）がプラインフェルトを、北のニュルンベルク大都市圏および南の大規模郡都市ヴァイセンブルク・イン・バイエルンに結びつけている。この道路は町内に3つのインターチェンジを有している。5 km ほど離れたエリンゲン近郊で連邦道13号線（B13号線、ヴュルツブルク - インゴルシュタット）がB2号線に合流する。ニュルンベルクまでは車で30分以内に行くことができる。この連邦道はプラインフェルトをアウトバーン7号線（A7号線、ヴュルツブルク - ウルム）、6号線（A6号線、ニュルンベルク - ハイルブロン）、9号線（A9号線、ニュルンベルク - ベルリン）、3号線（A3号線、ニュルンベルク - フランクフルト・アム・マイン）に結びつけている。
西行きの道路としてはグンツェンハウゼンに向かう州道2222号線（St2222号線）があり、州道2224号線（St2224号線）はプラインフェルトを通って連邦道466号線（B446号線、ネルトリンゲン - ニュルンベルク）およびB13号線に接続する。計画中の連邦道新131号線（B131n号線）は、完成するとA7号線とA9号線とが接続され、郡内に独自のアウトバーンのインターチェンジができる予定である。この道路接続案は2000年に郡とフレンキシェ・ゼーラントの開発改善のために立案された。

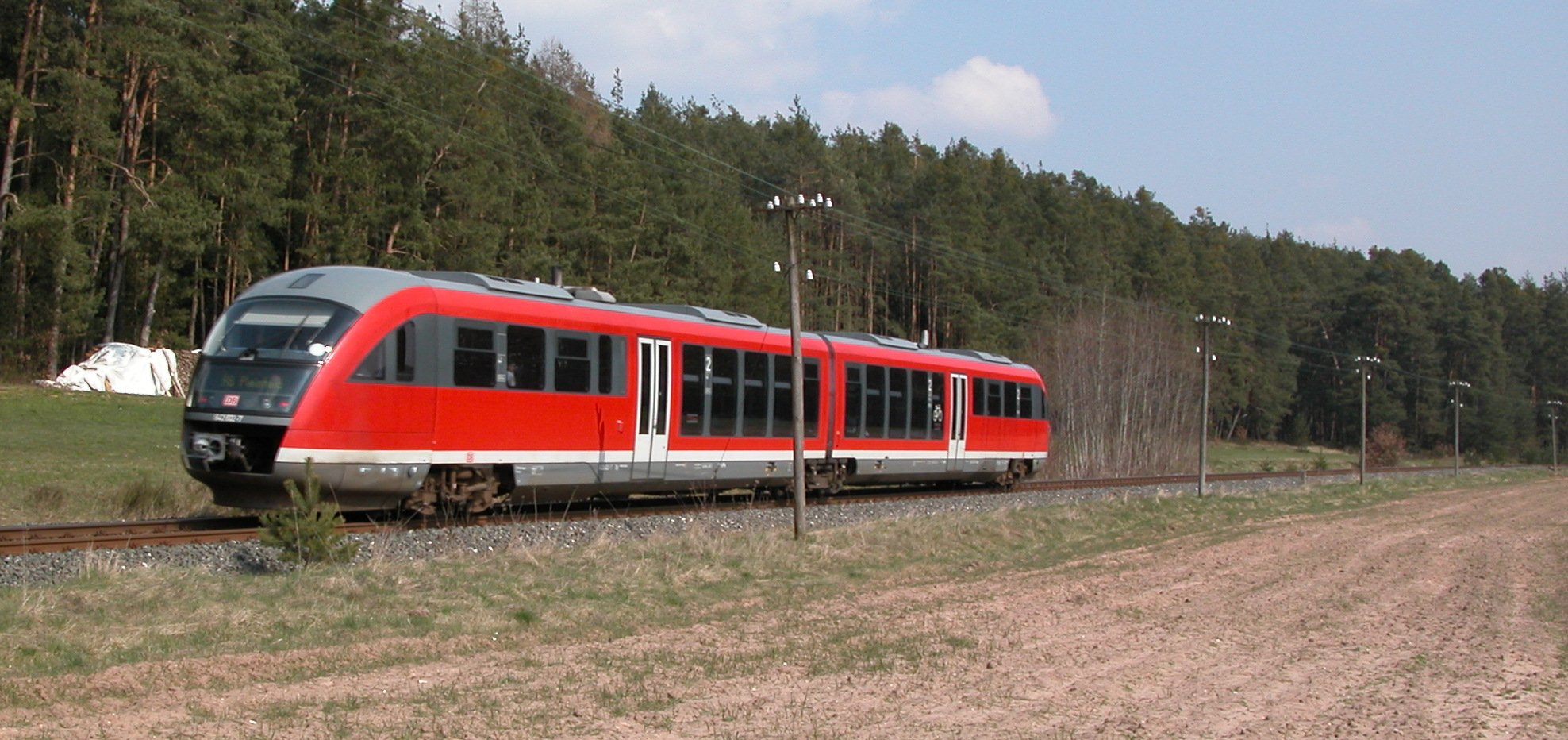
プラインフェルト - グンツェンハウゼン線を走る列車

公共旅客近郊交通は、1997年からニュルンベルク広域交通連盟 (VGN) が担っている。この交通連盟はバイエルン州最大の交通連盟であり、ドイツ全土でも最大級の1つである。プラインフェルト町内には2つの駅がある。プラインフェルト駅とラムスベルク駅である。プラインフェルトは、鉄道トロイヒトリンゲン - ニュルンベルク線にあり、30分ごとに列車が発着する。この町はさらに、支線プラインフェルト - グンツェンハウゼン線（「ゼーラントバーン」）の東の終着駅である。また鉄道プラインフェルト - ヴァッサートリューディンゲン線の再稼働も計画されている。郡は飲酒運転撲滅のためのBOB運動に参加している。プラインフェルトにはアンルーフザンメルタクシス（AST、デマンド型交通の一形態）がある。
最寄りの空港はニュルンベルク空港である。この地域の川はいずれも船舶の航行に適していないため、プラインフェルトを通る連邦水路はない。ブロムバッハ湖には多くのヨット施設がある。プラインフェルト＝ラムスベルク近くには、ドイツ最大の内陸マリーナがある。経済活動に利用されている最寄りの港は、ロート港である。

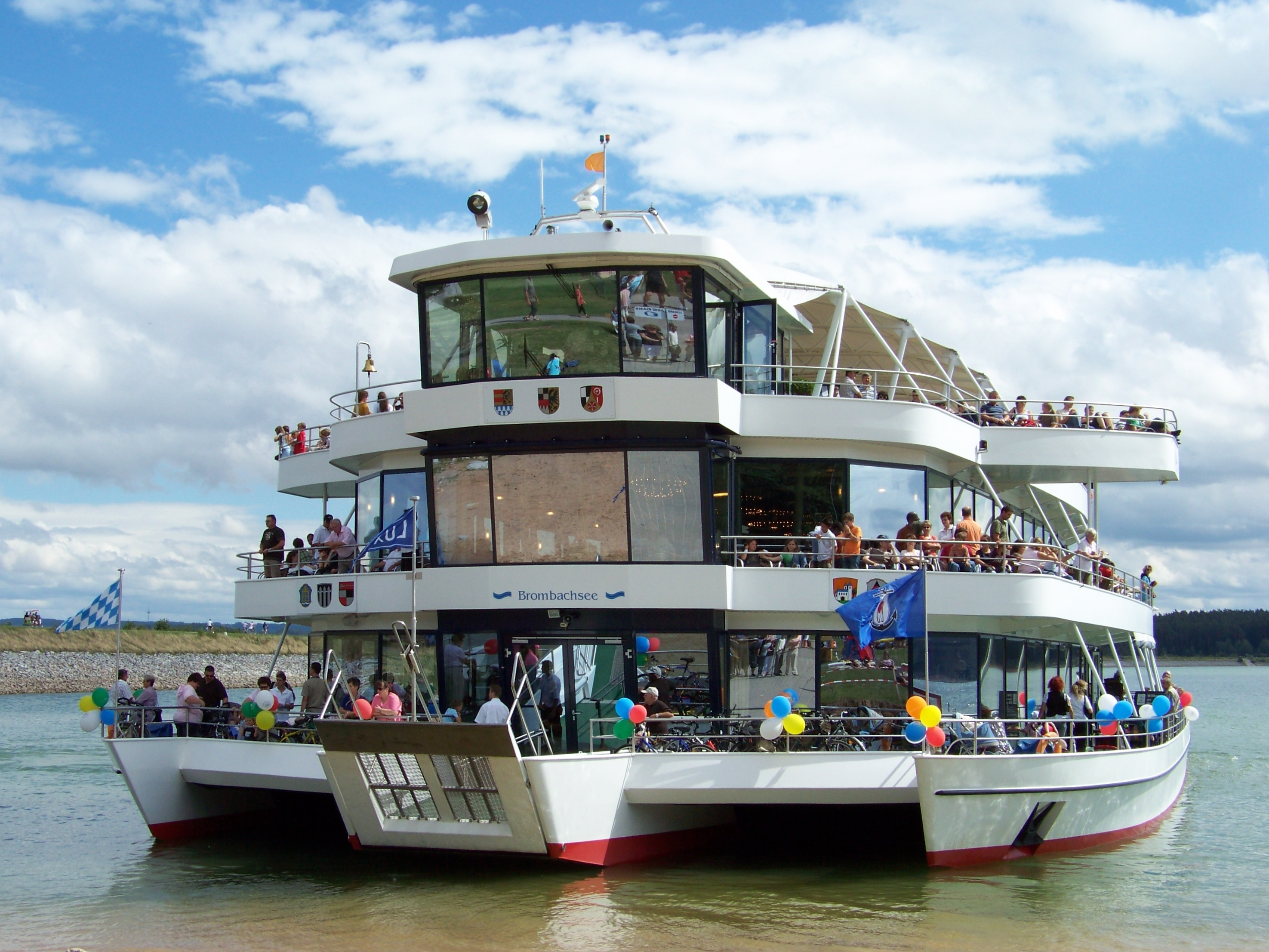
MS ブロムバッハゼー号

夏季には観光目的で、ヨーロッパでも唯一の構造を持つトリマラン「MS ブロムバッハゼー号」がプラインファエルト＝ラムスベルク、アプスベルク、エンデルンドルフ、プラインフェルト＝アルマンスドルフ、プラインフェルト＝ヴァルトの間を航行している。
プラインフェルトの町域内を遊歩道や自転車道の緊密なネットワークが通っている。ヨーロッパ広域遊歩道E8号線、フランケンヴェーク、アルトミュールタール＝パノラマヴェーク、デア・ゼーレンダー、マイン＝ドナウ＝ヴェーク、ドイツ・リーメス自転車道など多くの地域的・全国的な自転車道および遊歩道がこの地域を通っている。
プラインフェルトには、電動アシスト自転車の充電ステーションがいくつかあり、電気自動車の充電スタンドも1箇所ある。

## その他
プラインフェルトのラントホテル・ゾネンホーフの敷地に、自称世界最小のビール醸造所がある。
この町のニックネームは「Sandhosn」で、砂地と森の多い土地であることに由来する。

## 人物

### 出身者
- ヴォルフラム・フォン・エッシェンバッハ（1160年/1180年頃 - 1220年以降）「パルジファル（ドイツ語版、英語版）」の詩人

## 関連図書
- Johann Kaspar Bundschuh (1799). “Pleinfeld”. Geographisches Statistisch-Topographisches Lexikon von Franken. Band 1: A–Ei. Ulm: Verlag der Stettinischen Buchhandlung. pp. 368–372. OCLC 833753073 2022年4月21日閲覧。
- Pleikard Joseph Stumpf (1853). “Pleinfeld”. Bayern: ein geographisch-statistisch-historisches Handbuch des Königreiches; für das bayerische Volk. München: Zweiter Theil. pp. 751–752 2022年4月21日閲覧。